# Kim Min-seok (Tischtennisspieler)
Kim Min-seok (kor.: 김민석; * 25. Januar 1992 in Seoul) ist ein südkoreanischer Tischtennisprofi. Er gewann zweimal Bronze bei Weltmeisterschaften mit der Mannschaft und holte 2015 bei der Universiade zwei Medaillen. Er ist Rechtshänder und verwendet den europäischen Shakehand-Stil. Er gilt als einer der besten südkoreanischen Spieler.

## Werdegang
Erste internationale Auftritte hatte er im Jahr 2009 bei den Jugend-Weltmeisterschaften, wo er sich Bronze im Einzel und mit der Mannschaft sichern konnte. Im Doppel und Mixed scheiterte er vorzeitig.
Zudem nahm er an den Jugend-Asienmeisterschaften teil, traf im Viertelfinale jedoch auf Wong Chun Ting, dem er mt 2-4 unterlag. 2010 spielte Kim dann auch Turniere im Erwachsenen-Bereich mit, unter anderem bei den Japan Open.
Hier traf er im Viertelfinale auf Jun Mizutani und verlor. Beim   Asian Cup musste er sich Ma Lin geschlagen geben. 2011 folgten weitere Auftritte, bei den Harmony China Open schlug er den amtierenden Top-10 Spieler Vladimir Samsonov und konnte sich in der Weltrangliste so über 15 Plätze verbessern.
Beim World Team Cup traf die koreanische Auswahl im Finale auf Titelverteidiger China, diesen unterlagen sie. Er selbst verlor sein Spiel gegen Xu Xin. Wegen guter Leistungen wurde er für die Pro Tour Grand Finals nominiert, allerdings im U-21 Wettbewerb.
Dabei konnte er sich gegen Chen Feng behaupten und gewann dadurch den Titel. 2012 gewann Kim mit der Mannschaft die Bronzemedaille bei der Weltmeisterschaft. Außerdem nahm er zum ersten Mal an den German Open teil, hier verlor er im Entscheidungssatz gegen Gao Ning.
Im Achtelfinale der Hungarian Open folgte erneut ein Minuszähler, diesmal gegen Simon Gauzy. 2013 wurde er bei den Japan Open auf heimischem Boden Dritter, bei der Weltmeisterschaft in Paris traf er auf Altmeister Kalinikos Kreanga, dem er unterlag.
Trotzdem konnte der Südkoreaner sich für die Grand Finals im Dezember qualifizieren und konnte mit dem Gewinn der Bronzemedaille den Erfolg perfekt machen.
Das Jahr 2014 verlief relativ erfolgreich für Kim: Bei den Kuwait Open konnte er Dritter werden, ebenso auch bei der Weltmeisterschaft, allerdings dort mit der Mannschaft.
2015 kam er bei der Weltmeisterschaft unter die letzten 32, Fan Zhendong unterlag er. Bei den Bulgaria- sowie Korea Open holte er Bronze. 2016 nahm er noch an den China Open teil und trat danach zunehmend weniger in Erscheinung.

## Titel und Erfolge im Überblick
- Bronzemedaille bei der Weltmeisterschaft mit der Mannschaft 2012, 2014
- Bronzemedaille bei den Pro Tour Grand Finals im Einzel 2013
- Bronzemedaille bei der Weltmeisterschaft im Doppel 2011
- Silbermedaille beim World Team Cup 2011
- Bronzemedaille bei den Asienspielen im Doppel 2010; Silber mit der Mannschaft
- Silbermedaille bei den Asienmeisterschaften im Doppel 2012; Bronze mit der Mannschaft
- Goldmedaille bei der Universiade im Mixed-Doppel 2015; Bronze im Herren-Doppel